# Louis Charles Caffarel

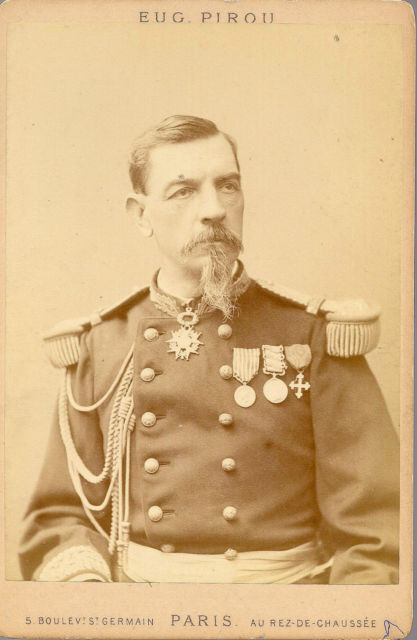
General Caffarel in zeremonieller Kleidung

Louis Charles Caffarel (* 1. August 1829 in Bourgoin-Jallieu, Département Isère; † August 1907 in Paris) war ein französischer General.

## Leben
Caffarel kam aus einer Familie von Handwerkern, sein Vater war Weber, seine Mutter Näherin. Durch ein Stipendium begünstigt, konnte er nach Abschluss seiner Schulzeit an der Militärschule Saint-Cyr (Département Morbihan) die Offizierslaufbahn einschlagen. Zu Beginn der Zweiten Republik konnte Caffarel 1848 als Drittbester seines Jahrgangs diese Ausbildung abschließen.
Zwischen 1853 und 1854 diente Caffarel im Rang eines Leutnants an verschiedenen Standorten Französisch-Nordafrikas, meist in einem Zuavenregiment. Im Herbst 1854 wurde er zu den Kürassieren versetzt und nahm am Krimkrieg teil. Er kämpfte u. a. bei Balaklawa, Inkerman und Tschernaja. Nach seiner Beförderung zum Capitaine kam er 1855 in den Stab von General Jean Joseph Gustave Cler und wurde dessen Aide-de-camp.
Parallel dazu betraute man ihn 1857 mit der Führung einer Brigade der kaiserlichen Garde. Während der Unabhängigkeitskriege Italiens kämpfte Caffarel unter General Cler u. a. bei Magenta und Solferino. Nachdem Cler gefallen war, übernahm Caffarel für kurze Zeit die gesamte Führung.
Nach einigen kürzeren Aufgaben wurde Caffarel 1861 in den Stab von General Philibert Mollard versetzt, dem Leiter von Camp de Châlons (Département Marne). Am 19. Juli 1865 heiratete Caffarel in Mourmelon-le-Grand Catherine Voisin. Im darauffolgenden Jahr kam Caffarel als Ordonnanzoffizier zu Kaiser Napoleon III. nach Paris und blieb dies bis 1868. Nach weiterer Beförderung wechselte er in den Stab von Patrice de Mac-Mahon, dem Militärgouverneur von Algerien.
Zu Beginn des Deutsch-Französischen Kriegs wurde Caffarel zur Armée du Rhin versetzt und kam in den Stab von General François Certain de Canrobert. Er kämpfte u. a. bei Mars-la-Tour und Gravelotte, geriet aber mit einigen anderen Offizieren bei Kriegsende in Kriegsgefangenschaft. Nach dem Friedensvertrag von Versailles konnte Caffarel Anfang April 1871 wieder nach Frankreich zurückkehren.
In den folgenden Jahren war er mit überwiegend administrativen Aufgaben betraut und auch hier folgten weitere Beförderungen: Oberstleutnant  (1875), Oberst (1878), Brigadegeneral (1884). Im März 1887 berief ihn Kriegsminister Georges Boulanger zum Chef des Generalstabs. Noch im selben Jahr wurde Caffarel wegen Korruption seines Amtes enthoben; er war am Ordensskandal beteiligt gewesen. Nach einer Verurteilung wegen Amtsmissbrauch verlor er seinen militärischen Rang und wurde aus der Armee ausgestoßen. 1907 starb Louis Charles Caffarel in Paris und fand dort auch seine letzte Ruhestätte.

## Ehrungen
- 1886 Kommandeur der Ehrenlegion
- 1885 Gedenkmedaille der Tonkin-Expedition
- Médaille de Crimée
- Médaille d’Italie
- Lazarus-Orden